# Cross the T's and Gouge Your I's
Cross the T's and Gouge Your I's is de tweede dvd van de Canadese rockband Sum 41. De dvd kwam uit in 2002.

## Inhoud
- Het verhaal van 'Pain for Pleasure', het metal parodie side-project van Sum 41, wordt uitgelegd met onder andere live materiaal opgenomen op 3 oktober op een concert in Halifax, Nova Scotia
- Home video's met promotievideo's waardoor de band bekend werd bij platenlabels (waarbij Sum 41 onder andere live speelt, op de badkamer bezig is en een pizzeria berooft). Ook bevat het video's met persoonlijke biografieën van de bandleden, beeldmateriaal van de arrestatie van drummer Steve "Stevo32" Jocz, live materiaal en een discussie over Destiny's Child
- Onder de 'Pain for Pleasure' sectie zijn nog drie nummers te horen: "Reign of Pain", "WWVII Part 1" en "WWVII Part 2".